# プリティが多すぎる
『プリティが多すぎる』（プリティがおおすぎる）は、大崎梢による小説である。大手出版社で働く青年がローティーン女子向けの雑誌編集部に不本意な異動となり、悪戦苦闘しながらも奮闘していく物語である。
2018年に日本テレビ系でテレビドラマ化された。

## 概要
文藝春秋の雑誌『別册文藝春秋』において、2011年1月号から同年11月号まで掲載された。2012年1月に文藝春秋から単行本が刊行、2014年10月に文春文庫から文庫本が刊行された。
千石社シリーズの第1作で、老舗出版社「千石社」が出版しているローティーン向けファッション誌「ピピン」の編集部が舞台となる。千石社シリーズは他に、文芸編集部が舞台の『クローバー・レイン』（ポプラ社刊）、「週刊千石」の編集部の事件班が舞台の『スクープのたまご』（文藝春秋刊）、スポーツ総合雑誌「Gold」編集部が舞台の『彼方のゴールド』（文藝春秋刊）がある。

## あらすじ
文芸編集部を希望していた新見佳孝が、入社3年目にしてローティーン女子向けファッション雑誌「ピピン」を作るピピン編集部への異動辞令を受ける。理解不能な若者言葉に苛まれ、挙句には編集部の女性たちに罵倒され、さらには慣れない仕事ばかりで悪戦苦闘といった感じでストレスが溜まる一方の日々。やる気のない佳孝は、当たり障りなく仕事をしているつもりだったがミスを連発してしまう。しかし、編集者やモデル、カメラマン、スタイリストたちのプロ意識に触発され、次第に成長していく。

## 登場人物
新見佳孝（にいみ よしたか）
通称・南吉（なんきち）。千石社に入社して2年間所属した週刊誌「週刊千石」の編集部を離れ、ピピン編集部に異動となる。プライドが高く、入社時から文芸編集部を希望していたため、自分がピピン編集部に異動になったことに納得できていない。
佐藤利緒（さとう りお）
ピピン編集部の編集者。美人だが辛辣な物言いをする。編集部に佐藤姓が他にもいるため、佳孝は「利緒さん」と呼んでいる。
市之宮佑子（いちのみや ゆうこ）
ピピン編集部の編集者。通称・イチコ。雛人形のような見た目をしている。
佐藤美枝子（さとう みえこ）
ピピン編集部の副編集長。通称・サトミー。
三田村（みたむら）
ピピン編集部の編集長。男性。
柏崎（かしわざき）
「週刊千石」のチーフ編集長。強面の男性。中学一年生の娘がいる。
近松（ちかまつ）
「週刊千石」の編集者。男性。佳孝とは同期入社で2歳年上。
横山清良（よこやま きよら） / キヨラ
高校一年生。ピピモ（「ピピン」の専属モデル）の中で、人気ランキングトップを独走する。来春「ピピン」を卒業予定。
布川珠里（ふかわ じゅり） / ジュリ
中学二年生。ピピモの人気ランキング3位。キャッチコピーは「元気キュート」。
杉山沙穂（すぎやま さほ）
中学一年生。大分から両親・祖父母・双子の弟と一緒にピピモのオーディションを受けに来た。
上野明日美（うえの あすみ）
中学一年生。栃木から一人でピピモのオーディションを受けに来た。
工藤（くどう）
文芸編集部の編集者。男性。佳孝の大学の先輩。千石社シリーズ第2作『クローバー・レイン』の主人公。

## テレビドラマ
2018年10月19日から12月21日まで毎週金曜0時59分 - 1時29分（木曜深夜）に日本テレビ系で放送されていた。主演は千葉雄大。

### キャスト
- 新見佳孝 - 千葉雄大
- 佐藤利緒 - 佐津川愛美[5]
- 佐藤美枝子 - 小林きな子
- 市之宮佑子 - 矢島舞美
- 森野瑠美 - 池端レイナ
- レイ - 黒羽麻璃央
- キヨラ - 長井短
- 美麗 - 森山あすか
- 近松吾郎 - 中尾明慶
- 三田村詩織 - 堀内敬子
- 柏崎龍平 - 杉本哲太

### スタッフ
- 原作 - 大崎梢 『プリティが多すぎる』（文春文庫刊）
- 脚本 - 荒井修子、渡邉真子
- 音楽 - 西口悠二、Chocoholic
- 主題歌 - 木村カエラ 「COLOR」（ELA / ビクターエンタテインメント）[6]
- 制作 - 千野成子、池田健司
- プロデューサー - 小田玲奈、松永洋一（R.I.S Enterprise）、森有紗
- 演出 - 久保田充
- 制作プロダクション - R.I.S Enterprise
- 製作著作 - 日本テレビ

### 放送日程
| 話数   | 放送日   | 脚本     | 演出     |
| ------ | -------- | -------- | -------- |
| 第1話  | 10月19日 | 荒井修子 | 久保田充 |
| 第2話  | 10月26日 | 荒井修子 | 久保田充 |
| 第3話  | 11月02日 | 渡邉真子 | 松永洋一 |
| 第4話  | 11月09日 | 渡邉真子 | 林雅貴   |
| 第5話  | 11月16日 | 渡邉真子 | 久保田充 |
| 第6話  | 11月23日 | 渡邉真子 | 久保田充 |
| 第7話  | 11月30日 | 渡邉真子 | 林雅貴   |
| 第8話  | 12月07日 | 渡邉真子 | 松永洋一 |
| 第9話  | 12月14日 | 渡邉真子 | 久保田充 |
| 最終話 | 12月21日 | 渡邉真子 | 久保田充 |

### 放送局
| 放送期間                       | 放送時間                     | 放送局         | 対象地域   | 備考   |
| ------------------------------ | ---------------------------- | -------------- | ---------- | ------ |
| 2018年10月19日 - 12月21日      | 金曜 0:59 - 1:29（木曜深夜） | 日本テレビ     | 関東広域圏 | 製作局 |
|                                |                              | 静岡第一テレビ | 静岡県     |        |
|                                |                              | 長崎国際テレビ | 長崎県     |        |
| 2018年10月28日 - 2019年1月20日 | 日曜 1:30 - 2:00（土曜深夜） | 福岡放送       | 福岡県     |        |

| 日本テレビ 金曜0:59 - 1:29枠                      | 日本テレビ 金曜0:59 - 1:29枠 | 日本テレビ 金曜0:59 - 1:29枠 |
| 前番組                                            | 番組名                       | 次番組                       |
| ------------------------------------------------- | ---------------------------- | ---------------------------- |
| キミモテロッジ 〜家づくりで声優オーディション!?〜 | プリティが多すぎる           | eGG または 日テレプッシュ    |